# Talpa de Allende
Talpa de Allende est un village et une municipalité (municipio) de l'État de Jalisco au Mexique.
La municipalité regroupe 178 localités, parmi lesquelles les plus importantes sont : Talpa (chef-lieu), Ocotes, La Cuesta, Cabos, La Cañada, Desmoronado et El Cuale.